# Picco Zeppelin
Il Picco Zeppelin è la designazione del punto più alto del gruppo montuoso roccioso presente a Sud della città di Ny-Alesund, nell'area costiera del fiordo denominato Baia del Re presente sulla penisola di Brøggerhalvøya ad Ovest dell'isola maggiore dell'Arcipelago delle Isole Svalbard, denominata Spitsbergen.

## Descrizione
Il picco Zeppelin (In norvegese: Zeppelinfjellet) che si affaccia a Nord sul fiordo della Baia del Re (In norvegese: Konksfjorden), si trova sulla Terra di Oscar II, nella penisola di Brøggerhalvøya.
Si erge ad Est sul pianoro Broggerbreane limitato dal ghiacciaio Vestre Broggerbreen, e lì si trova in un contesto montuoso a corona che ingloba il Vestre Lovenbreen, avendo a Sud il ghiacciaio Austre Lovenbreen.

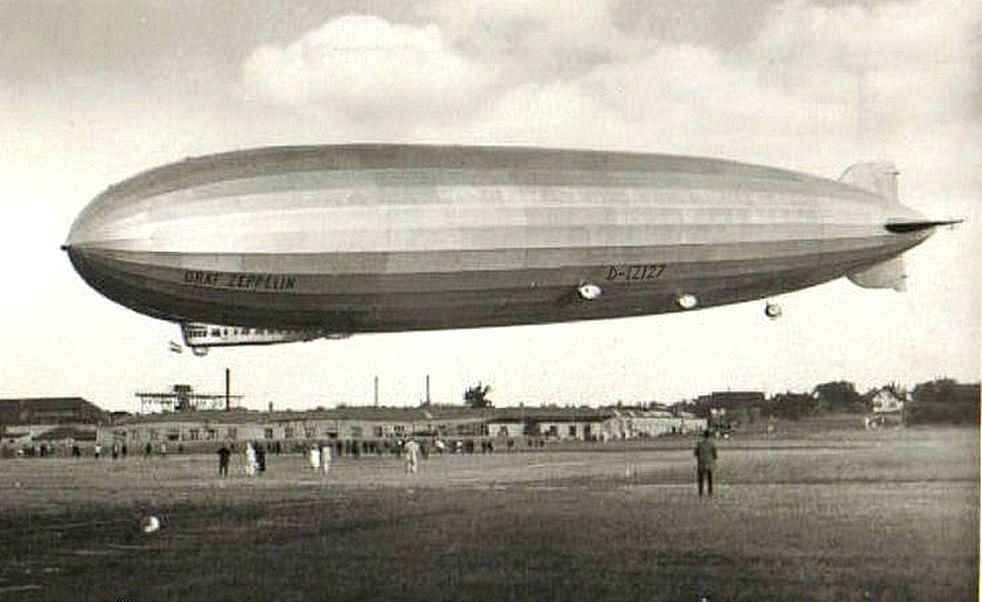
Dirigibile LZ 127 Graf Zeppelin

Altezza del Picco: 556 m.

## Denominazione
Il picco fu dedicato al Conte Ferdinand von Zeppelin che progettò le aeronavi Zeppelin. Nel luglio 1930 Hugo Eckener aveva intrapreso con il Dirigibile LZ 127 Graf Zeppelin un viaggio di tre giorni verso la Norvegia e l'isola Spitsbergen, per testare il comportamento del dirigibile in condizioni ambientali artiche. Poco dopo fu effettuato un viaggio di tre giorni verso l'Islanda; ambedue i viaggi trascorsero senza problemi tecnici degni di nota, ma dimostrarono l'incapacità per quella aeronave di essere idonea per raggiungere il Polo Nord, già conquistato dalle aeronavi Norge e Italia progettate e comandate dal Generale Umberto Nobile.

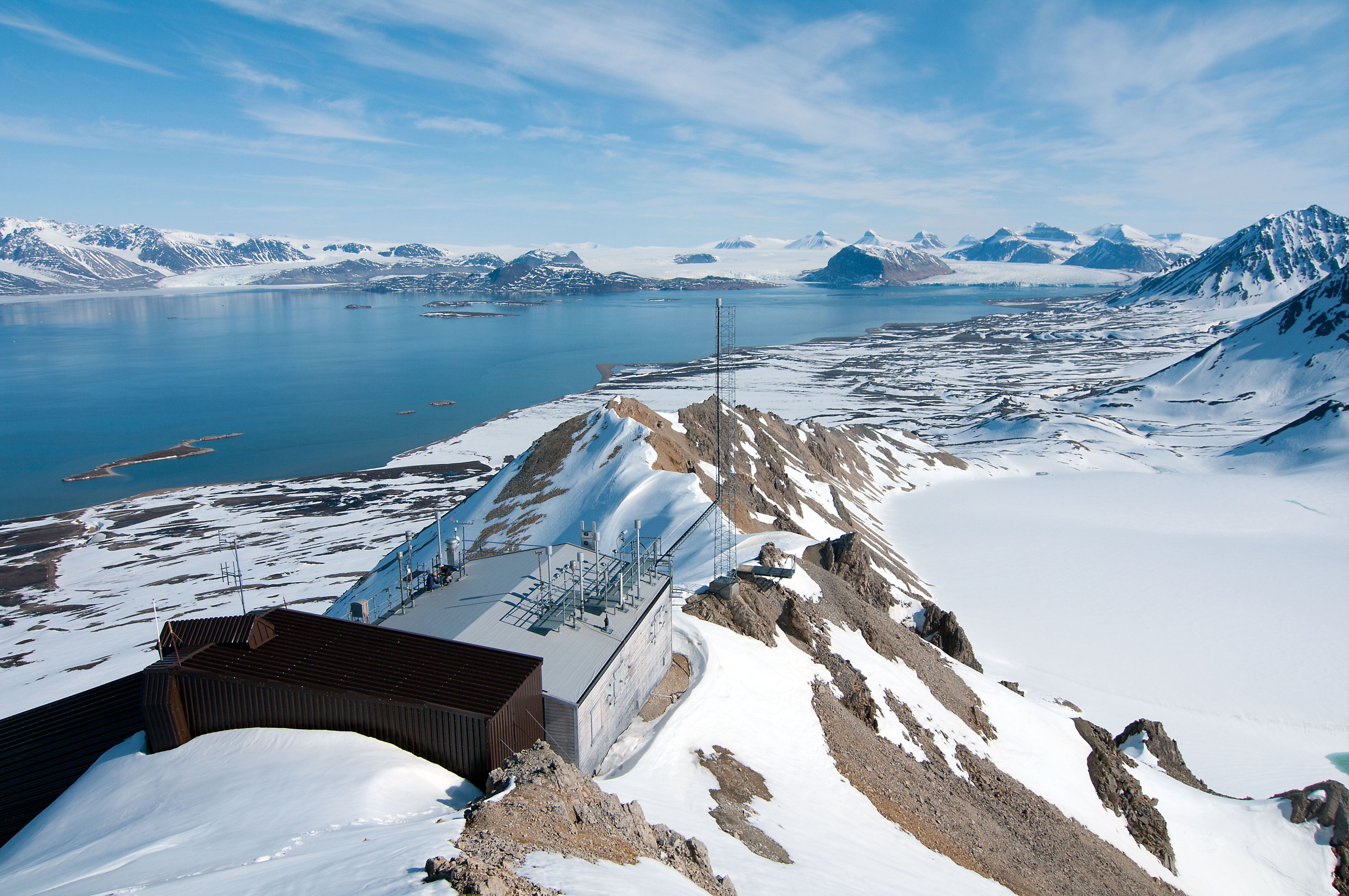
Osservatorio Zeppelin (Zeppelinfjellet) presso Ny-Ålesund

Presso il Picco Zeppelin è stato installato un Osservatorio scientifico, ovvero una stazione di ricerca artica gestita dal Norvegian Polar Institute.